# Siège de Zaatcha
Notes
1. ↑  Le terme Tribus doit être ici pris au sens de tribus environnantes les plus rétives.

Conquête de l'Algérie par la France
Le siège de Zaatcha, qui s'est déroulé du 16 juillet au 26 novembre 1849 à Zaatcha, en Algérie, a opposé les troupes françaises, sous le commandement du général Émile Herbillon, aux combattants arabes et berbères dirigés par le Cheikh Ahmed Bou Ziane (Bû Ziyân). Cet événement marquant de la colonisation française en Algérie s'est conclu par la prise du fort de Zaatcha par les forces françaises.
Le conflit, caractérisé par une grande violence de part et d'autre, a entraîné la mort d'environ 3 000 personnes (d'après des chercheurs Français le siège aurait durée des mois les pertes des resistants et des villageois Algeriens se chiffre en dizaines de milliers, réparties entre les deux camps. Les combats acharnés et les actions brutales menées par les deux parties ont marqué ce siège par des actes d'une intensité particulière,.

## Contexte

### Situation géographique
Au sud de la région du Constantinois, entre le nord du Sahara et les contreforts des Aurès, se trouve la région des Zibans, située dans le cercle de Biskra. Cette région constitue l'un des passages entre l'Afrique centrale et la côte méditerranéenne. À l'époque de la bataille, elle abrite de nombreuses tribus nomades du Tell algérien, coexistantes avec des populations sédentaires. Les premières s'adonnent souvent au brigandage au détriment des secondes.
Le village fortifié de Zaatcha est localisé au nord-ouest de l'oasis, entouré de tous côtés par des palmiers. Les chemins menant à la ville sont encadrés par des murs qui délimitent des jardins à des hauteurs variées.
Il est ardu de la conquérir. Dès 1833, Ahmed Bey avait pacifié la région révoltée, à l'exception notable de l'oasis de Zaatcha. En 1844, l'émir Abdelkader subit un échec lors de sa tentative de prendre Zaatcha, conférant ainsi à cette oasis une réputation d'inviolabilité.
À proximité immédiate, dans la forêt, se trouvent les villages de Lichana et de Farfar. De plus, l'oasis de Tolga est voisine de cette région.

### Difficile conquête du sud de l'Algérie
En 1844, le duc d'Aumale prit possession de Biskra, une ville située au cœur de la région des oasis, connue sous le nom de « zibans » en berbère. La même année, la garnison française installée dans cette localité fut massacrée.
En septembre 1847, Thomas Robert Bugeaud démissionne de ses fonctions de gouverneur général de l'Algérie, marquant ainsi la fin d'une période d'expansion de la conquête du pays.
Le 23 décembre 1847, l'émir Abdelkader se rend aux autorités françaises. En 1848, le bey de Constantine, Ahmed Bey, qui s'était réfugié dans le massif de l'Aurès depuis 1837, conclut également un accord avec les Français. Toutefois, ces événements n'aboutissent pas à la cessation des révoltes.
Après 1848, cinq gouverneurs se succèdent en Algérie en l'espace de sept mois.
En 1848, le général Émile Herbillon accède au commandement de la province. Présent en Algérie depuis une décennie, il se distingue par une attitude mesurée et un souci constant du maintien des équilibres. Son action à Guelma en est une illustration notable, de 1838 à 1843.

### Chef de guerre, religieux
Ahmed Bouziane (ou Bou Zian ou Bû Ziyân), probablement originaire de Bordj Oulad Arouz, un petit village de la vallée de l'Oued Abdi dans l'Aurès selon le lieutenant Seroka, était un prédicateur religieux et marabout. Il occupait le poste de cheikh de Zaatcha sous l'émirat d'Abdelkader. Ayant été remplacé dans ses fonctions, et déçu par l'échec de ses ambitions personnelles, il se déclara inspiré par des visions divines, y compris celles du prophète, et proclama, au début de l'année 1849, la guerre sainte, ou djihad.
Ahmed Bouziane entreprit de mobiliser les villages voisins pour lever des combattants en vue de la prise de Biskra, prophétisant une défaite rapide des chrétiens. Il s'installa avec sa famille, composée de sa femme, sa fille et ses deux fils, dans le village oasis de Zaatcha, situé à trente-cinq kilomètres au sud-ouest de Biskra, dans la région des Zibans. Le village de Zaatcha fait partie du groupe d'oasis de Zab-Dahri, dont les palmeraies sont la propriété de membres influents de tribus locales. Décrit comme l'homme le plus riche de Zaatcha, intelligent et organisateur, Bouziane utilisa l'augmentation de la taxe sur les palmiers, appelée la lezma, comme prétexte pour initier l'insurrection des Zibans.
Le 18 mai 1849, afin de réprimer le soulèvement en cours, le lieutenant des affaires arabes, Joseph Adrien Seroka, prit des mesures pour mettre un terme au mouvement de révolte. L'opération visant à appréhender Bouziane fut infructueuse, celui-ci évitant la capture. L'officier français parvint de justesse à se retirer de Zatcha, échappant de peu à une tentative de décapitation.
Le 2e régiment étranger d’infanterie, en tournée de police entre Batna et Sétif, part pour l'oasis de Zaatcha.

## Déroulement

### Engagement précipité (16 juillet 1849)
Le 16 juillet 1849, le colonel Carbuccia se présente aux abords du village fortifié de Zaatcha accompagné du 1er bataillon de la Légion étrangère ainsi que du 3e bataillon d'infanterie légère d'Afrique (3e BILA),. Il dispose d'environ neuf cents hommes.
Bouziane a réuni environ six cents combattants pour fomenter une insurrection. Malgré les ordres contraires du général Émile Herbillon, le téméraire Carbuccia engagea immédiatement le combat.
L'armée française dominait ses adversaires, poussant leur chef à les poursuivre jusqu'au village. L'oasis se révéla être un labyrinthe de murets et de plantations peu propice au combat. En outre, une muraille crénelée, flanquée d'un fossé de sept mètres de large et trois mètres de profondeur rempli d'eau, obstruait le chemin vers Zaatcha. Les troupes françaises, accoutumées aux combats en plaine ou en montagne, se trouvaient désavantagées par cette configuration inhabituelle.
Contraint de battre en retraite, Carbuccia ne disposait d'aucune autre option. Il réalisa trop tard que la structure du lieu compliquait grandement sa prise. La présence d'une oasis avec ses constructions posait des défis militaires spécifiques, pour lesquels Carbuccia n'avait prévu aucune préparation adéquate.
Les soldats français blessés furent impitoyablement achevés à l'arme blanche par les troupes de Bouziane.
Simultanément, durant cette période, une colonne de nomades rebelles en route vers Zaatcha subit une défaite à Seriana sous les ordres du commandant Emmanuel Gaillard de Saint-Germain, qui trouve la mort lors des affrontements. Le colonel Carbuccia, confronté à cette situation, fait part de la nécessité de renforts. L'assaut inflige aux forces françaises une perte de trente-deux hommes. Cette défaite des troupes françaises suscite une réaction intense parmi les insurgés, renforçant leur détermination et leur mobilisation.

### Installation sous le feu
Le 7 octobre 1849, après un délai de près de trois mois opportunément choisi pour éviter les fortes chaleurs estivales, le général Herbillon assume directement le commandement des opérations. Il conduit un corps expéditionnaire de 4 000 hommes pour rejoindre l'oasis. Cette force est équipée de matériel de siège.
Avec le soutien de l'artillerie, le 2e Étranger, sous le commandement renouvelé de Carbuccia, capture un ensemble de maisons situé au nord de la palmeraie, connu sous le nom de Zaouïa, où se trouve une source précieuse. Malgré l'installation de canons par les soldats, ces positions ne peuvent être maintenues face au feu ennemi.
Le colonel du génie, Mathieu Petit, fut gravement blessé au bras au cours de l'opération alors qu'il supervisait l'installation d'une nouvelle batterie. Le lieutenant Seroka, qui participait à l'assaut du 9 octobre, fut également touché par le même projectile. Évacué à Biskra, le colonel Petit, après une amputation du bras, succomba le 2 novembre. Le siège de Rome mobilisa des ressources considérables, compliquant ainsi le processus de remplacement de Petit, un officier supérieur du génie et ancien élève de l'École polytechnique, dont l'absence entrava significativement les opérations.
Les troupes s'aventurèrent dans les labyrinthes des jardins environnants, pour y subir rapidement la défaite. Les combattants arabes et berbères infligèrent des mutilations cruelles aux blessés, parmi lesquels l'adjudant Davout.

### Échec du premier assaut (20 octobre 1849)
Les forces françaises érigent alors des fortifications de siège rudimentaires dans le but de percer les défenses du ksar de Zaatcha. Le 20 octobre, les sapeurs engagent l'assaut, soutenus par les légionnaires et le 43e régiment d'infanterie de ligne. Cette attaque se solde par un échec. Les fossés, mal comblés, demeurent quasiment infranchissables, tandis que les structures du village sont truffées de mines.
Les assaillants subissent des pertes importantes et sont repoussés par des défenseurs solidement retranchés.
Les femmes combattantes de Zaatcha sont signalées pour avoir mis à mort des soldats français blessés en les attachant à des palmiers. Les insurgés arabes décapitent les soldats français tombés lors des combats à Zaatcha. Ils ont ensuite transportés ces têtes dans les villages environnants afin de les présenter aux habitants, dans le but de susciter leur révolte.
La riposte des insurgés n'a pas réussi à déloger l'armée française de sa position, celle-ci maintenant fermement. Les troupes françaises repoussent régulièrement les colonnes indigènes qui tentent de venir en aide aux assiégés, désormais considérés comme des héros. Zaatcha, malgré un encerclement inefficace, bénéficie régulièrement de renforts et de ravitaillements nocturnes. Les lignes d'approvisionnement et de communication des troupes françaises sont vulnérables, les convois étant constamment harcelés par les populations du Tell.
À cette date, près de six cents soldats des forces françaises ont perdu la vie. Leurs conditions de vie en tant qu'assiégeants sont extrêmement difficiles et ils sont épuisés.

### Renforts et perfectionnement du siège
Le général Herbillon ordonne l'abattage de dix mille palmiers, principale richesse de l'oasis, sous prétexte que ces arbres servaient de positions de tir aux rebelles de Zaatcha. Cette action se déroule en novembre, période de la récolte des dattes.
Le 8 novembre, le colonel Canrobert, hautement respecté au sein de l'armée d'Afrique, arrive à Bou Saâda depuis Aumale avec deux bataillons de zouaves. Engagé en Algérie depuis 1833, Canrobert se trouve confronté à plusieurs milliers de combattants ennemis bloquant sa progression vers Zaatcha. Pour les disperser, il répand la rumeur que les zouaves sont porteurs de la peste, faisant référence au choléra.
Le 12, le 8e bataillon de chasseurs à pied rejoint les troupes assiégeantes, augmentant ainsi leur effectif à 7 000 hommes.

Le choléra, qui sévit parmi les zouaves de Canrobert, provoque des pertes équivalentes à celles infligées par l'ennemi.

« Dans les différentes invasions du choléra en Afrique, les Zibans avaient été épargnés. Il n'en fut pas de même cette fois. Arrivé avec nos troupes, le fléau se répandit bientôt dans les oasis et y fit de grands ravages ; surtout à Biskra, où les premières victimes furent nos malheureux blessés. »

Pierre-Napoléon Bonaparte est intégré temporairement aux nouveaux arrivants.
Durant la nuit du 10 au 11 novembre, des affrontements ont lieu près de Farfar. Les forces en présence se disputent les blessés français.
Le 12 novembre, deux officiers du Génie remplacent enfin le colonel Petit, mort le 20 octobre. Les activités de génie reprennent de manière intensive.
Le 16 novembre, la cavalerie française attaque le campement de l'Oued-Djedi et capture des troupeaux, procurant ainsi des réserves alimentaires à l'armée.
Le 19 novembre, grâce à l'avancée des travaux de sape, des pièces d'artillerie sont mises en position. Les tours de Zaatcha sont prises. Le fort reste solidement défendu par ses combattants, renforcés.
Le 24 novembre, les insurgés arabes ont orchestré une attaque surprise en profitant du changement de garde pour assaillir les tranchées françaises. Les combattants berbères et les femmes de Zaatcha ont lancé une offensive brutale à l'arme blanche, caractérisée par une intensité effroyable. Lors de cette attaque, un chasseur à pied a été décapité et ses poignets ont été sectionnés, tandis que plusieurs autres soldats français ont également été sauvagement décapités. Les chasseurs à pied, soutenus par les tirailleurs algériens sous le commandement du capitaine Bourbaki, repoussent les assaillants dans un affrontement violent et direct.
À la suite d'un affrontement nocturne, les rebelles ont mutilé et massacré les soldats français blessés qui avaient été capturés durant la nuit. Par la suite, sur les remparts, les défenseurs de Zaatcha ont exhibé les têtes tranchées des soldats de l'armée d'Afrique.

### Assaut final (26 novembre 1849)
Le 24 novembre, le général Herbillon adresse une sommation aux assiégés, les avisant de l'approche imminente de l'assaut. Cette proposition reste vaine, Bouziane ordonnant la décapitation de ses proches partisans en faveur de la reddition.
Le 25 novembre, les extrémités des tranchées ont atteint les fossés, permettant ainsi un début efficace de leur comblement. Pendant la nuit du 25 au 26 novembre, trois brèches ont été ouvertes dans la muraille, ce qui a facilité un meilleur remplissage du fossé.
Les troupes ont récupéré après l'attaque du 24 novembre. Le général Herbillon exprime des préoccupations quant à l'impact continu des fortes pluies automnales.

Le matin du 26 novembre est désigné comme celui où l'assaut décisif aura lieu.

« A l'aube du jour, nos hommes se levèrent à petit bruit, et se formèrent silencieusement à leurs rangs de marche. Le colonel Canrobert, qui devait monter à l'assaut le premier, se fit désigner les plus braves dans sa colonne pour avoir l'honneur de l'accompagner. Il se forma ainsi une petite escorte de seize hommes, avec laquelle il devait se présenter à découvert aux premiers coups. »

À sept heures du matin, le 26 novembre 1849, trois colonnes composées chacune de trois cents hommes, commandées par les colonels Canrobert, de Barral et de Lourmel, lancent un assaut simultané. Pour détourner l'attention et bloquer les routes de renforts potentielles vers Zaatcha, les tirailleurs du commandant Bourbaki entrent en action, appuyés par les troupes locales du caïd de Biskra, Si-Mohamed-Skrir, neveu du cheikh El-Arab. Pendant ce temps, les tranchées restent sous la surveillance vigilante du 43e de Ligne.

Bouziane dirige la prière et incite les rebelles à se battre jusqu'à la dernière extrémité.

« Le signal est donné. La charge sonne. La colonne d’attaque de droite, composée de deux bataillons de zouaves, du 5e bataillon de chasseurs à pied, de cent hommes d’élite du 16e de ligne et de trente sapeurs du génie, s’élance sur la brèche. Le colonel Canrobert des zouaves marche en tête de cette colonne. Quatre officiers, seize sous-officiers ou soldats de bonne volonté l’accompagnent. Deux de ces officiers sont tués (MM. Toussaint et Rosetti des spahis) ; deux sont blessés (MM. Besson de l’état-major et Dechard des zouaves) ; sur seize soldats douze sont tués ou blessés. L’élan irrésistible de cette colonne contribua puissamment à la prise de la ville, »

D'après le commentaire cité dans le livret du salon de 1857 pour introduire le tableau intitulé Prise d'assaut de Zaatcha par Jean-Adolphe Beaucé, présenté dans cet article :
L'attaque est particulièrement violente, les ruelles étroites et encaissées offrant un avantage aux défenseurs. Les soldats français parviennent à prendre le contrôle du village, puis de ses terrasses, malgré les balles tirées depuis les maisons fortifiées.
Les affrontements dans les rues étroites se révèlent impitoyables et mortels.

### Élimination des derniers combattants et destruction des maisons de Zaatcha
La résistance de Zaatcha persiste même après la prise du village fortifié ; les rebelles refusent de se rendre. Les combats se déroulent désormais maison par maison. Les soldats français sont à la recherche de Bouziane.

Ce dernier quitte sa demeure située au centre-ville, adossée à la mosquée, et se réfugie dans celle de l'ancien cheikh Ali-ben-Azoug, son successeur, près de la porte de Farfar. Il s'agit d'une solide maison fortifiée, défendue par plus d'une centaine de combattants. Les échanges de tirs sont continus. Malgré les tentatives, les canons se révèlent inefficaces ; les artilleurs sont abattus sur leurs pièces. Pour parvenir à faire tomber un pan de mur de cette maison, il faut utiliser trois mines. Le capitaine Poittevin de La Croix-Vaubois, alors au régiment de zouaves lors de l'attaque, relate les événements de la manière suivante :

« Je parvins à disposer deux sacs de poudre et à y adapter une mèche à laquelle le feu fut mis. Au bout de deux minutes, une effroyable détonation se fit entendre, abîmant une partie de la maison dans laquelle je me précipitai avec mes hommes. Ce qui s'y trouvait fut passé à la baïonnette. Il y eut un mètre de cadavres. — Quelques Arabes parvinrent à gagner la terrasse ; mais, là, le commandant de Lavarande les attendait. Parmi eux, on reconnut Bou-Zian, le chef des révoltés, le cherif Si-Moussa-ben-Ahmed et quelques meneurs influents qui furent décapités. »

L'événement décrit est celui d'un assaut final contre les occupants, caractérisé par une fusillade suivie d'un intense combat au corps-à-corps impliquant l'usage de baïonnettes.

Dans ce contexte, Bouziane, encerclé puis identifié, a été capturé à la suite de ces événements.

« « Voilà Bou-Ziane ! » s'écrie le guide. Aussitôt, le commandant se jeta sur lui et empêcha ses soldats de faire feu. « Je suis Bou-Ziane », telle fut la seule parole du prisonnier, puis il s'assit à la manière arabe et se mit à prier. M. de Lavarande lui demanda où était sa famille. Sur sa réponse, il envoya l'ordre de la sauver, mais il était trop tard. M. de Lavarande avait envoyé prévenir le général Herbillon que Bou-Ziane était entre ses mains. « Faites-le tuer», telle fut la réponse. »

Bouziane déclare : 

« Vous avez été les plus forts, Dieu seul est grand, que sa volonté soit faite. »

Dans la suite des événements, il est exécuté par fusillade, suivi de la décapitation. Hassan Bouziane, ainsi que son lieutenant, le hajj Si-Moussa Eddarkaoui, subissent un sort similaire. Selon le récit du général Herbillon, Hassan Bouziane tente de s'échapper, est finalement capturé et décapité par les goums du cheikh El-Arab.
Malgré la mort de Bouziane et des chefs rebelles, les hostilités perdurent contre les forces françaises le 26 novembre. Les tirs émanent des diverses habitations du village, empêchant les soldats d'y pénétrer sans danger. Afin de mettre un terme aux affrontements tout en minimisant les risques pour leurs vies, les sapeurs du génie minent chaque maison individuellement, avec pour objectif leurs destructions conjointement à celles de leurs occupants.

« La mine, en faisant sauter une maison, lança dans les airs une petite fille de sept ans d'une beauté remarquable. Elle retomba évanouie sur le sol. On la croyait morte mais un zouave s'apercevant qu'elle respirait encore, prit soin d'elle, la rappela à la vie, et l'enveloppa dans son capuchon. Un commandant adopta cette petite infortunée qui n'avait plus ni parents ni asile. »

Un grand nombre d'individus assiégés succombent sous les débris résultant des explosions ; les habitations sont ravagées et réduites en ruines.
Le cheikh Bouziane, son fils Hassan ainsi que Si-Moussa, après avoir été capturés par les zouaves sous le commandement du général Lavarande, ont été exécutés sur ordre du général Herbillon. Par la suite, leurs trois têtes ont été exposées à Biskra, sur la place du marché. Ce geste visait principalement à réfuter la rumeur de leur invincibilité et à mettre un terme à la rébellion dans la région. Les autorités françaises cherchaient également à dissiper la croyance persistante selon laquelle Bouziane aurait survécu en s'enfuyant pour rejoindre Tolga.

#### Les têtes de Zaatcha

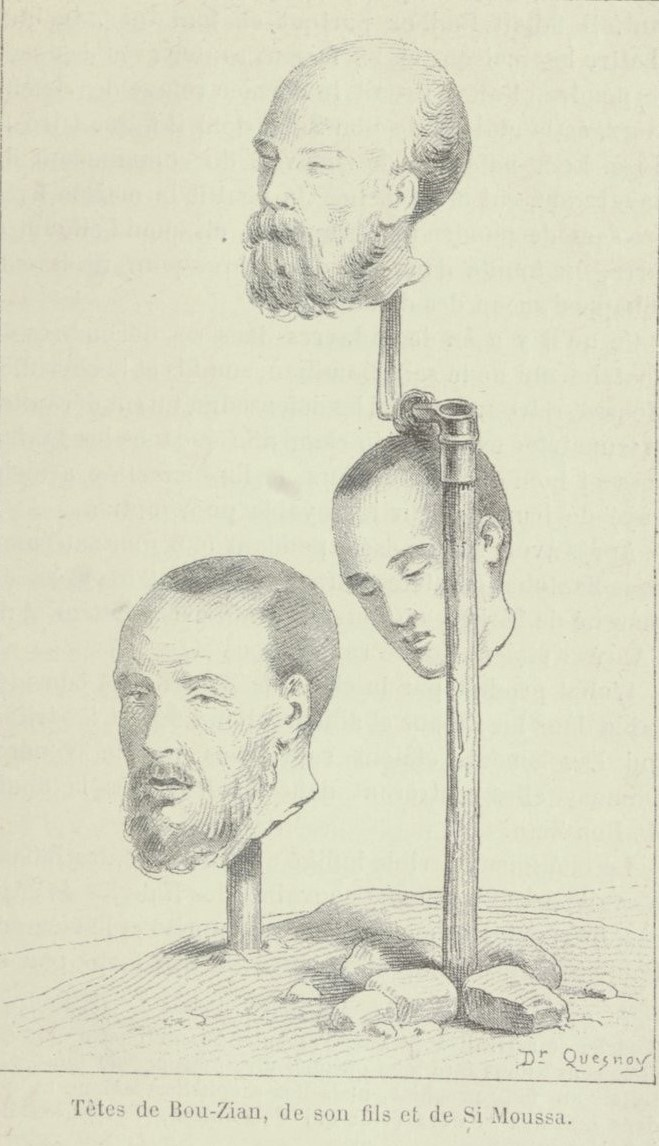
Têtes de Bou-Zian, de son fils et de Si Moussa (Zaatcha 1849).

À propos des trois têtes de Zaatcha, une partie des crânes conservés et retrouvés depuis au Musée de l'Homme, le colonel Canrobert déclare :

« A mon réveil, je trouve devant ma tente, fixé à la baïonnette d’un fusil, la tête de Bou Zian. A la baguette pend celle de son fils ; à la deuxième capucine est celle de l’un des autres chefs insurgés. Avant de les exposer au camp aux yeux des Arabes, qui pourront constater que leur shérif et ses califes sont morts, les zouaves ont voulu me faire l’hommage de ce sanglant trophée. Je suis écœuré ; je me fâche à la vue de ces dépouilles dignes des barbares : « Que voulez vous ? m’objectent les zouaves ; ils se défendaient : il fallait bien les tuer si nous ne voulions pas qu’ils nous tuent. »
Je suis obligé de me résigner à cet usage indispensable pour frapper l’esprit des populations toujours disposées à se soulever. »

Les crânes humains en question, initialement exhibés par les militaires de l'armée d'Afrique comme preuve de la défaite des rebelles, auraient été récupérés ultérieurement par le futur général François Edouard de Neveu (1809-1871). Ce dernier les aurait par la suite confiés au médecin-chef militaire Auguste Edmond Vital, basé à Constantine. Environ quarante ans plus tard, Victor Constant Reboud (1821-1889), botaniste et médecin, les aurait envoyés avec d'autres pièces au Muséum d'Histoire Naturelle, où ils ont été reçus par Jean-Louis de Quatrefages des Bréau, conservateur à cette époque, vers 1875.
Ces crânes humains ont été entreposés hors de la vue du public. Leur existence a été redécouverte en 2011 par Ali Farid Belkadi, qui a lancé une pétition pour leur rapatriement en Algérie. En 2018, le processus pour leur retour en Algérie était en cours d'instruction.
Vingt-quatre crânes ont été restitués à l'Algérie le 3 juillet 2020. À leur arrivée, ils ont été exposés au Palais de la culture Moufdi Zakaria à des fins d'hommage public, avant d'être inhumés le 5 juillet suivant dans le "carré des martyrs de la Révolution algérienne" au cimetière d'El Alia à Alger. Ce carré est dédié aux figures de la lutte anticoloniale du XIXe siècle et de la Guerre d'Algérie. La cérémonie d'inhumation a été conduite par la Garde républicaine algérienne, en présence du président Abdelmadjid Tebboune.

#### Citation erronée attribuée à la bataille de Zaatcha
Dans son ouvrage publié en 1869, vingt ans après les événements, le journaliste Alfred Nettement formule une interprétation incorrecte de la bataille de Zaatcha. Cette citation est un exemple frappant d'une narration française qui cherche à souligner la brutalité de l'armée d'Afrique :

« L’opiniâtreté de la défense [de Zaatcha] avait exaspéré les zouaves. Notre victoire fut déshonorée par les excès et les crimes […] Rien ne fut sacré, ni le sexe ni l’âge. Le sang, la poudre, la fureur du combat avaient produit cette terrible et homicide ivresse devant laquelle les droits sacrés de l’humanité, la sainte pitié et les notions de la morale n’existaient plus. Il y eut des enfants dont la tête fut broyée contre la muraille devant leurs mères ; des femmes qui subirent tous les outrages avant d’obtenir la mort qu’elles demandaient à grands cris comme une grâce. Les bulletins militaires insistèrent sur l’effet que produisit, dans toutes les oasis du désert, la nouvelle de la destruction de Zaatcha, bientôt répandue de proche en proche avec toute l’horreur de ces détails.[…] »

La reprise fréquente de cette description du combat s'avère inexacte. Une lecture attentive du début de la citation d'Alfred Nettement, disponible à la page 298 de son ouvrage, met clairement en évidence l'erreur de ce dernier :

« Le souvenir de la prise de Zaatcha, pendant l'expédition commandée par le général Pélissier et le général Gassuff[...] »

Il est à noter que ni l'un ni l'autre des deux officiers généraux mentionnés n'étaient présents à Zaatcha. En réalité, "Gassuff", cité par erreur, ne correspond à personne ; il s'agit en fait de Joseph Vantini, également connu sous le nom de Youssouf. Alfred Nettement confond ici le siège de Zaatcha avec celui de Laghouat en 1852. Laghouat, une oasis peuplée de civils au moment de son attaque par les troupes du général Aimable Pélissier, est une tout autre affaire. Les propos de Nettement ne s'appliquent donc aucunement au siège de Zaatcha. Ce dernier, bien que mal encerclé, permettait à sa population de circuler la nuit et celle-ci avait eu largement le temps d'évacuer avant l'assaut décisif. Il convient de souligner qu'Alfred Nettement, bien que travaillant sur des documents, n'a jamais visité Zaatcha ni même voyagé en Algérie.
Deux années plus tôt, en 1867, des propos d'expression très semblable se retrouvent sous la plume du journaliste et avocat catholique, secrétaire général de la Société Saint Vincent de Paul, Louis de Baudicour,, sans que soit précisée sa source ; aucun journaliste n'étant présent à Zaatcha. Louis de Baudicour écrit en conclusion de cet ouvrage : « Le gouvernement militaire est de longtemps encore celui qui est préférable pour l'Algérie ».
Le docteur Ferdinand Quesnoy, témoin oculaire de l'ensemble du siège et de l'assaut final, ne relate aucun acte tels que ceux cités identiquement par Nettement et par Baudicour. Le médecin produit un croquis des trois têtes des chefs rebelles. Dans son témoignage, les chefs rebelles ne sont pas fusillés, mais retrouvés parmi les cadavres des défenseurs de la maison fortifiée. Sur ce point les témoignages divergent, en effet.

Spécialiste de l'Algérie de cette époque Auguste Warnier, analyste notamment du rôle des confréries religieuses dans l'opposition à l'administration française, indique : 

« Zaatcha [...] au pouvoir de fanatiques des trois provinces et de tout le sahara, nous a obligés à un siège régulier, à un assaut sanglant et à l'application rigoureuse des lois de la guerre. »

## Conséquences
Le siège de Zaatcha se caractérise par la perte de plus de 1 500 soldats (comptant les morts et les blessés) de l'armée d'Afrique, composée de Français, d'Arabes et de Berbères, ainsi que de leurs alliés locaux, tandis que le nombre de combattants adverses arabes et berbères tués s'élève au moins à autant, totalisant probablement environ 3 000 morts au total. Au cours de la seule journée du 26 novembre, les Français victorieux ont subi 43 morts et 175 blessés.
Pendant ce siège d'une durée de cinquante-deux jours, les principaux affrontements eurent lieu entre le 7 octobre et le 26 novembre 1849. Les travaux considérables de génie, nécessaires à la brèche des fortifications et à la réussite de l'assaut, commencèrent à partir du 12 novembre. Les troupes de l'armée d'Afrique, ayant appris des précédents combats en oasis, affrontèrent Zaatcha, réputée jusqu'alors invincible, et remportèrent la victoire.
Tous les rebelles concentrés à Zaatcha sont tués au combat, y compris les femmes combattantes. Seuls une demi-douzaine d'insurgés a été épargnée soit « quelques femmes et un aveugle ». L'essentiel des enfants et les vieillards avait été éloigné de la ville, ne pouvant pas combattre. 800 cadavres visibles de combattants arabes sont recensés dans les ruines, appartenant à vingt-cinq tribus, oasis ou villages de la région ; le nombre de morts étant certainement supérieur, une bonne partie des corps se trouvant sous les décombres des maisons.
La dysenterie et le choléra ont causé de nombreux morts des deux camps.
Pendant les préparatifs visant à percer les murailles, la palmeraie, qui comptait plusieurs milliers d'arbres, a été entièrement abattue, privant ainsi l'oasis de sa principale ressource : les dattes. Les cadavres n'ayant pas été retirés, les odeurs se sont répandues et sont devenues pestilentielles.
Après la chute de Zaatcha à la suite d'un siège prolongé en 1849, l'armée française d'Afrique entreprend la destruction totale du fort. En janvier 1850, l'oasis voisine de Naarha, qui avait soutenu les combattants de Zaatcha, subit une attaque française.
Zaatcha reste en ruines, bien que les palmiers y soient replantés ultérieurement. Le ksar voisin de Lichana, quant à lui, persiste jusqu'à sa destruction en 1969.
La dimension religieuse de la lutte menée par Bouziane ainsi que la durée étendue de l'insurrection, qui a duré presque toute l'année 1849, provoquent une grande surprise à la chute de Zaatcha. Rapidement après la victoire française, les premières tribus se présentent au général Herbillon pour se soumettre, signifiant ainsi leur aman.
Les troupes françaises se retirent à Biskra, quittant définitivement la région le 1er décembre 1849.
Le général Herbillon rappelle Carbuccia en France, le tenant pour responsable de certains revers militaires durant le siège de l'oasis. De retour en métropole début 1850, il publie en 1863 « La relation du siège de Zaatcha », sous-titrée « insurrection survenue dans le sud de la province de Constantine », justifiant notamment la longue durée du siège.
Les oasis de Laghouat (4 décembre 1852) et Touggourt (30 novembre 1854) deviennent également des théâtres d'affrontements entre rebelles et l'armée d'Afrique.

## Hommages
La 33e promotion de Saint-Cyr (1849-1851) est baptisée « Promotion de Zaatcha ».

## Unités françaises engagées
- 1er bataillon de la Légion étrangère arrivé le 16 juillet
- 3e bataillon d'infanterie légère d'Afrique (3e BILA) arrivé le 16 juillet
- 2e bataillon de la Légion étrangère arrivé le 7 octobre
- un bataillon du 43e régiment d'infanterie de ligne arrivé le 7 octobre
- 5e bataillon de chasseurs à pied arrivé le 7 octobre
- bataillon de tirailleurs indigènes de la province de Constantine (futur 3e RTA) (commandant Bourbaki) arrivé le 7 octobre
- éléments du 2e régiment du génie arrivés dès le 7 octobre
- éléments du 12e régiment d'artillerie arrivés dès le 7 octobre
- un bataillon du 38e régiment d'infanterie (colonel de Barral) arrivé le 12 octobre
- éléments d'élite du 16e régiment d'infanterie
- deux bataillons de zouaves (colonel Canrobert) arrivés en octobre et le 8 novembre
- deux bataillons du 8e régiment d'infanterie de ligne arrivés le 12 octobre et le 15 novembre
- 3e bataillon du 51e régiment d'infanterie de ligne (lieutenant-colonel de Lourmel) arrivé le 15 novembre
- 8e bataillon de chasseurs à pied (dont le drapeau porte le nom de Zaatcha)[58] arrivé le 15 novembre
- éléments du 11e régiment d'artillerie